# Gonolobus tenuisepalus
Gonolobus tenuisepalus är en oleanderväxtart som beskrevs av Krings. Gonolobus tenuisepalus ingår i släktet Gonolobus och familjen oleanderväxter. Inga underarter finns listade i Catalogue of Life.